# Missy Franklin
Melissa Jeanette Franklin (født 10. maj 1995) er en amerikansk svømmer. 

## Olympiske resultater
Ved Sommer-OL 2012 har hun vundet guld i Svømning under Sommer-OL 2012 – 100m rygsvømning kvinder og bronze Svømning under Sommer-OL 2012 - 4 x 100m fri kvinder